# Caravan Salon

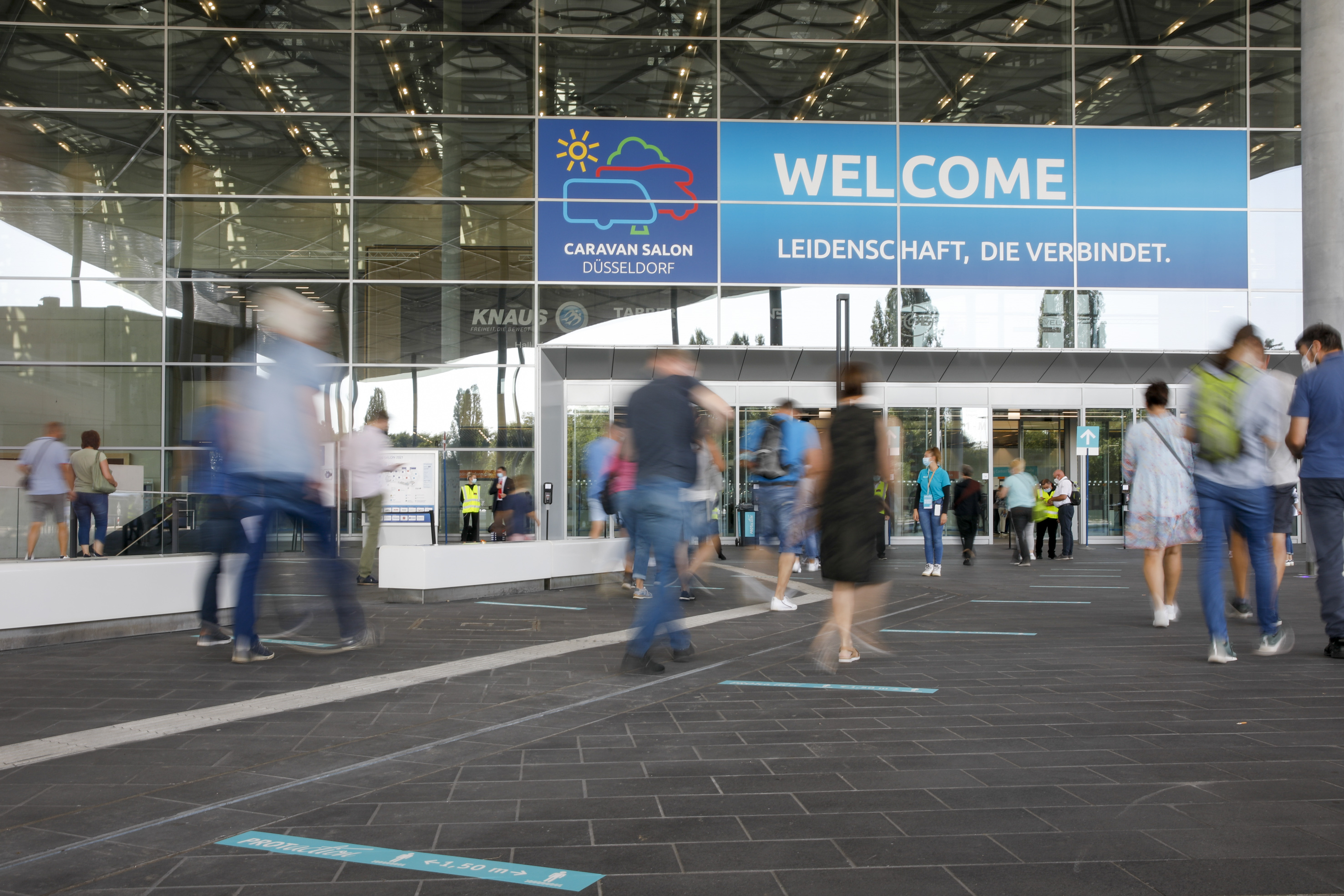
Eingangsbereich (2022)

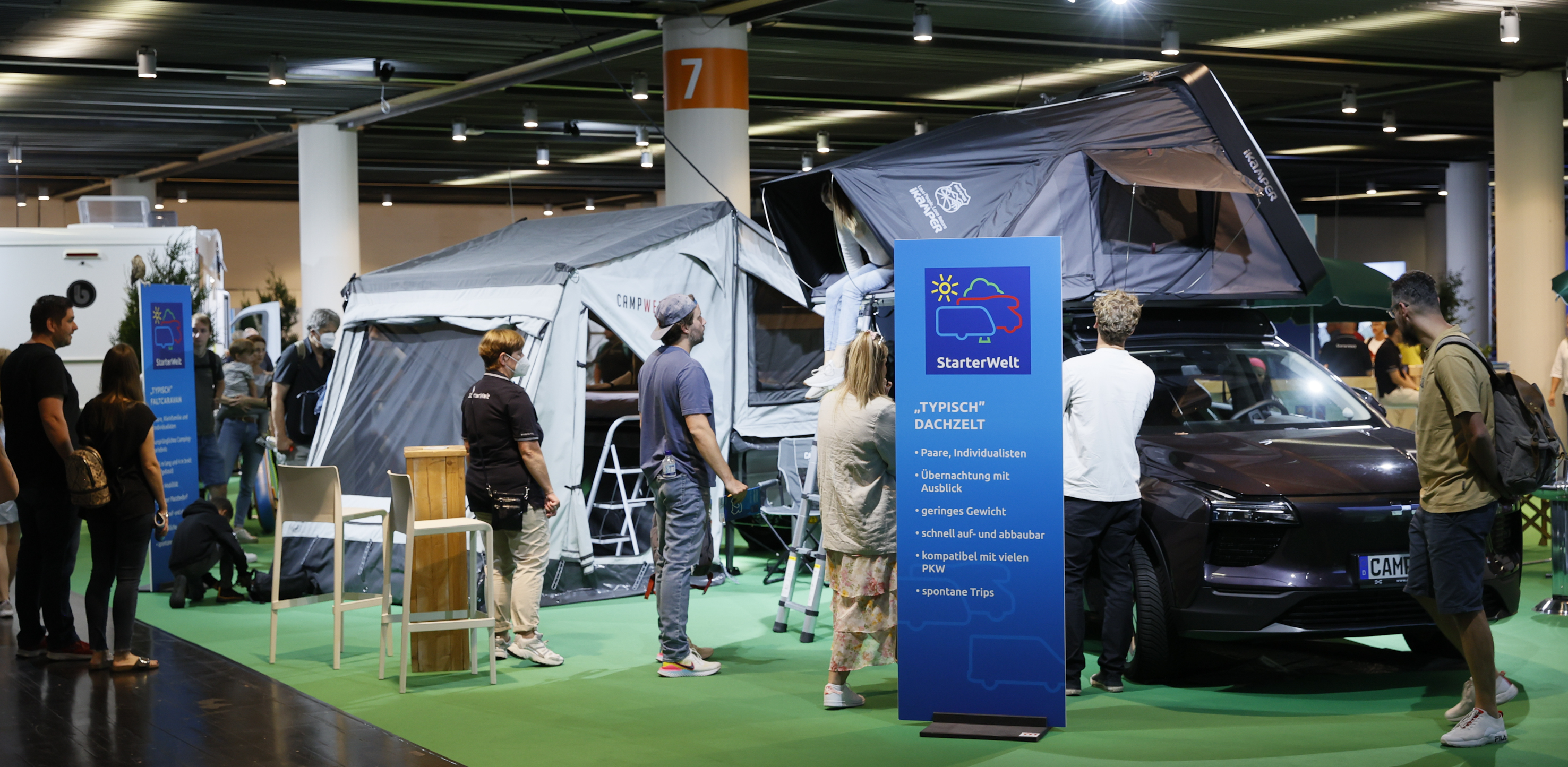
„StarterWelt“ für Einsteiger (2022)

Caravan Salon (Eigenschreibweise CARAVAN SALON) ist eine internationale Messe für mobilen Urlaub. Im Fokus stehen Reisemobile, Wohnwagen und andere Freizeitfahrzeuge sowie deren Ausstattung. Der Caravan Salon findet seit 1962 jährlich statt und wurde zunächst in Essen veranstaltet. Seit 1994 wird er in Düsseldorf durchgeführt mit Unterstützung des deutschen Industrieverbands Caravaning. Heute gehört der Caravan Salon zu einer der größten Messen in Deutschland.

## Geschichte

### Anfänge in Essen
Nach Entwicklung der ersten Wohnwagen in den 1930er Jahren entwickelte sich mobiles Reisen spätestens in den 1960er Jahren zu einem Massenphänomen. Vor diesem Hintergrund lud die Messe Essen 1962 erstmals zum Caravan Salon. 61 Aussteller zeigten rund 250 verschiedene Modelle. Nach rund 35.000 Besuchern im ersten Jahr stieg die Teilnehmerzahl stetig an.
Zunächst standen Wohnwagen im Fokus. 1978 wurden erstmals auch Reisemobile ausgestellt, die heute die Ausstellung bestimmen. Grund für den Wandel sind die veränderten Reisegewohnheiten. In den 1980er Jahren überstieg das Interesse an Reisemobilen alle Erwartungen, sodass der Caravan Salon zur größten Branchenschau in Europa aufstieg. So wurde auch der Messeplatz Essen aufgewertet.

### Umzug nach Düsseldorf
1993 waren auf dem 32. Caravan Salon in Essen rund 400 Aussteller präsent. Nach mehreren Erweiterungen reichte der Platz auf dem Messegelände aber nicht mehr aus. Daher zog der Caravan Salon von Essen zum Messenplatz Düsseldorf. Dort wurde unter anderem ein Stellplatz mit mehr als tausend Standplätzen errichtet. Auch in den folgenden Jahren verzeichnete die Messe ein Wachstum.
Während der Corona-Pandemie 2020/2021 fand der Caravan Salon mit einem Hygienekonzept und einer Besucherbegrenzung statt. Das Interesse an der Messe hielt jedoch an. 2022 kehrte der Caravan Salon weitgehend zum angestammten Format zurück und erreichte einen Ausstellerrekord, sodass das Gelände um drei Hallen erweitert werden musste.

## Konzept

### Zielgruppe
Der Caravan Salon positioniert sich als weltweite Leitmesse für mobiles Reisen. Dabei stehen Endverbraucher im Mittelpunkt: Ihnen wird eine neutrale, herstellerunabhängige Anlaufstelle geboten. Für Einsteiger wurde ein gesonderter Bereich eingerichtet, der weniger Ausstellung und mehr Beratung leistet. Erfahrenere Besucher können technische Innovationen ausprobieren.
Zudem dient der Caravan Salon als Treffpunkt für Hersteller, Händler, Presse und Influencer. Die Messe hat den Anspruch, Fachbesuchern einen kompletten Marktüberblick zu verschaffen.

### Schwerpunkte
Das Spektrum des Caravan Salon reicht vom einfachen Dachzelt bis zum luxuriösen Wohnmobil. Weltpremieren sind fester Bestandteil der Messe. Im Ausstellungsbereich spielt die Ausstattung eine besondere Rolle, beispielsweise für Kochen und Sanitär. Dazu kommen Technikthemen, etwa Navigationssysteme. Der sogenannte Caravan Salon Club fördert den Austausch der Caravaning-Community.

## Zahlen
| Messejahr | Aussteller | Länder | Besucherzahl |
| --------- | ---------- | ------ | ------------ |
| 2023      | 771        | 36     | 256.326      |
| 2022      | 736        | 34     | 237.116      |
| 2021      | 653        | 31     | 185.599      |
| 2020      | 337        | 23     | 106.741      |
| 2019      | 645        | 31     | 270.567      |
| 2018      | 611        | 34     | 250.211      |
| 2017      | 608        | 33     | 233.702      |
| 2016      | 560        | 30     | 204.477      |
| 2015      | 544        | 30     | 203.116      |
| 2014      | 550        | 25     | 192.423      |
| 2013      | 531        | 21     | 176.120      |
| 2012      | 516        | 24     | 165.424      |
| 2011      | 504        | 24     | 178.954      |
| 2010      | 545        | 22     | 171.475      |
| 2009      | 592        | 21     | 162.134      |
| 2008      | 605        | 24     | 159.278      |
| 2007      | 596        | 21     | 165.655      |
| 2006      | 589        | 23     | 173.593      |
| 2005      | 532        | 22     | 164.806      |
| 2004      | 534        | 22     | 165.639      |
| 2003      | 546        | 21     | 164.235      |
| 2002      | 476        | 20     | 151.276      |
| 2001      | 498        | 20     | 148.421      |
| 2000      | 510        | 21     | 160.244      |
| 1999      | 491        | 20     | 162.326      |
| 1998      | 508        | 19     | 157.441      |
| 1997      | 503        | 20     | 161.349      |
| 1996      | 499        | 15     | 176.708      |
| 1995      | 481        | 15     | 157.972      |
| 1994      | 442        | 18     | 171.049      |

## Sonstiges
Ab 2003 fand parallel zum Caravan Salon eine Wander- und Trekking-Messe statt. Ab 2021 wurde das Portfolio vollständig in die Themenwelten des Caravan Salon integriert.
2012 expandierte der Caravan Salon nach China. Auf dem Gelände des National Agricultural Exhibition Center in Peking wird seitdem regelmäßig die Messe All in Caravaning durchgeführt.